# كنيسة رقاد السيدة العذراء
كنيسة رُقاد السيّدة العذراء أو كنيسة نيّاحة العذراء هي كنيسة بندكتيّة تقع على جبل النبي داود (جبل صهيون) في القُدس، قُرب الجُزء الجنوبي من السور المُحيط بالبلدة القديمة. بُنيت الكنيسة في بداية القرن العشرين، وتقع تحديدًا إلى الغرب من مقام النبي داوود، حيثُ ما يفصلها عنهُ هو زقاقٌ ضيّق. وتبعدُ بضعةِ أمتار عن باب النبي داود أحد أبواب البلدة القديمة. تتميّز الكنيسة بجرسيّة مُرتفعة يُصعد إليها بِـ 198 درجة، تشرفُ على أنحاءٍ واسعة من مدينة القُدس. ترتفع وسط الكنيسة قُبّة مخروطيّة كبيرة مُزيّنة بالفسيفساء، تُحيط بها أربعة قِباب أُخر صغيرات الحجم ومخروطيّات الشكل فوق أربعة أبراج؛ تُشكّل فيما بينها ما يشبهُ البُرج الحصين.
تتميّز الكنيسة من الداخل بشبابيكها ذات الزُجاج الألماني المُعشّق والمُلّون وبالجداريّات والأيقونات الدينيّة المصنوعة من الموزاييك؛ الّتي تروي قصصًا إنجيليّة عديدة. يُدير الكنيسة منذُ إنشائها الرُهبان البندكتيون، وشعارهم صليب قوس قزح، وهو عبارة عن صليب تعلوه نصف دائرة، ويمثل هذا الشعار رمزًا للألم والرجاء.
يعتقد المسيحيون أنّ هذا المكان أو بالقُرب منهُ، تناول السيد المسيح عشاءهُ الأخير وغسل أقدام تلاميذه، ويعتقدون أنّ هذا المكان التجأت إليهِ مريم العذراء بعد صلب المسيح. يوجد تحت الكنيسة مغارة فيها اثنا عشر عمودًا من الرخام الغليظ، وفي وسطها تمثال العذراء وهي نائمة على فراش الموت. وفيها أسطوانة حجرية لا يزيد ارتفاعُها عن مترٍ واحد، تُعتبر من بقايا الكنيسة القديمة الّتي أُنشأت في نفس المكان أواخر القرن الرابع الميلادي.
فقد تم وصف الكنيسة على يد المؤرخ الفلسطيني عارف العارف فقال: تقع على جبل صهيون إلى الغرب من مقام النبي داود، يفصل بينها وبين المقام زقاق ضيق مرصوف، وإلى الجنوب من السور على بعد بضعة أمتار من الباب المعروف بباب النبي داود. وهي من أملاك الألمان الكاثوليك، بنيت فوق أرض أهداهم إياها السلطان عبد الحميد. ويعتقد المسيحيون أن هذا المكان أو بالقرب منه، تناول السيد المسيح عشاءه الأخير وغسل أقدام تلاميذه، ويعتقدون أن هذا المكان التجأت إليه مريم العذراء بعد صلب المسيح، ويقولون: إن العذراء قضت نحبها فيه، ولكنها دفنت في المكان الذي تقوم عليه الآن كنيسة ستنا مريم.
ولهذه الكنيسة قبّة مزينة بالفسيفساء، وجرسية يصعد إليها في 198 درجة، وهي تشرف على أكثر أنحاء المدينة. تحتها مغارة هي في نظر المسيحيين أصل البيت الذي كان يعيش فيه مار يوحنا. وفي هذه المغارة اثنا عشر عموداً من الرخام الغليظ. وفي وسطها تمثال العذراء وهي نائمة على فراش الموت. وفيها أسطوانة حجرية لا يزيد ارتفاعها عن متر واحد، وهو من بقايا الكنيسة القديمة التي يقال: إنها أنشأت هناك في أواخر القرن الرابع الميلادي.